# الزواج في فلسطين
يتعامل الزواج في فلسطين مع قانون الزواج وأعرافه في الأراضي الفلسطينية أي الضفة الغربية وقطاع غزة. ينطبق قانون الزواج الإسرائيلي على المستوطنين الإسرائيليين في المنطقة ج من الضفة الغربية[بحاجة لمصدر] ولسكان القدس الشرقية.

## القوانين
تخضع قضايا الأحوال الشخصية للمسلمين في الأراضي الفلسطينية، بما في ذلك الزواج، للقانون العرفي لمذهب الإسلام السني الحنفي (على الرغم من أن معظم المسلمين الفلسطينيين يتبعون المذهب الشافعي) كما هو مقنن ومعدل بالتشريع على النحو التالي:
- بالنسبة للمسلمين في الضفة الغربية - يستمر تطبيق قانون الأحوال الشخصية الأردني لعام 1976.[2][3] ومع ذلك، ألغى القانون رقم 5 لعام 2018، الموقع من السلطة الفلسطينية في 14 مارس 2018 قانون الزواج من المغتصب الوارد في المادة 308 من قانون العقوبات الأردني لعام 1960.
- بالنسبة للمسلمين في قطاع غزة - يستمر تطبيق القانون المصري لحقوق الأسرة لعام 1954.[4]
- المسلمون في القدس الشرقية التي تطالب بها كل من إسرائيل والسلطة الفلسطينية، يخضعون لقانون الزواج الإسرائيلي ، الذي يقوم على نظام الملة الإسرائيلي والذي يطبق على المسلمين في إسرائيل القانون العثماني لحقوق الأسرة كما عُدِّل بالتشريع الإسرائيلي منذ 1948. [1] منذ قرابة عام 1959مُنع تعدد الزوجات في إسرائيل، وهو ما ينطبق على أعضاء كل مجتمع طائفي، بما في ذلك اليهود والمسلمون. [5]

تسجيل الزواج إلزامي، لكن عدم تسجيل الزواج لا يبطل الزواج.
اعتبارًا من آذار (مارس) 2012 ، ورد أن العمل جار على نص قانون الأحوال الشخصية الفلسطيني. 

## السن الأدنى للزواج
في قطاع غزة ، حدد قانون حقوق الأسرة لعام 1954 الصادر في مصر سن البلوغ على أنه الحد الأدنى لسن الزواج مع عدم السماح بالزواج للإناث التي تقل أعمارها عن 9 سنوات أو للذكر دون سن 12 عامًا. أصدر قاضي القضاة الفلسطيني قرارًا إداريًا عام 1995 برفع هذه الأعمار في غزة إلى 15 عامًا للأنثى و 16 عامًا للذكر، بما يتماشى مع القانون الأردني المطبق في الضفة الغربية. كان سن الزواج الأدنى في الضفة الغربية في عام 2010 هو 15 للأنثى و 16 للذكر. فيما كان الحد الأدنى للسن 17 عامًا للفتيات و 18 عامًا للفتيان في غزة. كان للقضاة سلطة الموافقة على زواج سابق. في نوفمبر 2019، رفعت حكومة السلطة الفلسطينية الحد الأدنى لسن الزواج إلى 18 عامًا لكلا الجنسين في محاولة لخفض معدلات الزواج المبكر.
تشير الإحصائيات إلى أن 37٪ من الإناث الفلسطينيات المتزوجات يتزوجن وهن تحت سن 18 عامًا ، 5٪ منهن تزوجن قبل سن 15 عامًا. لا يوصون بالزواج المبكر لبناتهم. يُعتقد أن زواج الأطفال يساهم في ارتفاع معدل الطلاق في الأراضي الفلسطينية، حيث تتراوح أعمار 67٪ من النساء المطلقات في عام 2018 بين 18 و 29 عامًا. 

## تعدد الزوجات
تعدد الزوجات هو أن يكون للزوج اكثر من زوجة واحدة، ومسموح به صراحةً في الإسلام. هناك أيضًا الأوامر التقليدية بأن الرجل يجب أن يعامل جميع الزوجات على قدم المساواة وأن يوفر لهن مساكن منفصلة، ويجب على الرجل أن يعلن وضعه الاجتماعي في عقد الزواج. 
لا يجوز تعدد الأزواج ، حيث يكون للزوجة أكثر من زوج واحد. يخضع سكان القدس الشرقية لقانون الزواج الإسرائيلي، الذي يحظر منذ عام 1959 على الأقل تشكيل اتحادات تعدد الزوجات في إسرائيل.

## حالات أخرى
يعتبر العنف ضد المرأة في الزواج من القضايا الرئيسية التي تواجه المرأة في فلسطين . وفقًا لمسح أجراه الجهاز المركزي للإحصاء الفلسطيني عام 2005 ، أفادت 23.3٪ من النساء اللواتي سبق لهن الزواج أنهن تعرضن للعنف الجسدي، و 61.7٪ للعنف النفسي، و 10٪ للعنف الجنسي. تشير التقديرات إلى أن 30٪ من النساء المتزوجات في الضفة الغربية و50٪ في غزة سيتعرضن للعنف الأسري، وأقل من 1٪ سيطلبن مساعدة عاملة اجتماعية أو ملجأ أو منظمة مجتمع مدني أو الشرطة. 
في عام 2008، أنشأت الأمن الوقائي الفلسطيني وحدة حماية الأسرة ووحدة الأحداث، المكلفة بالتحقيق في شكاوى العنف الأسري والاعتداء الجنسي. منذ إدخال وحدة حماية الأسرة ووحدة الأحداث، زاد عدد حالات العنف المنزلي المبلغ عنها للشرطة كثيرًا، وأبلغ عن 3660 حالة في عام 2013.
يمثل العنف ضد المرأة مشكلة خاصة في غزة، حيث يرتفع عدد الحوادث بشكل عام. ورد أن الشرطة في غزة تمتنع عن نشر إحصاءات عن عدد الشكاوى التي تقدمها النساء ضد أزواجهن، لردع المزيد من النساء عن التحدث. تمثلت إحدى الخطوات لمعالجة قضية الزواج في غزة في تبني "مختار"، قائدات مجتمع قادرات على التوسط بين العائلات والمجتمعات حول القضايا المتعلقة بالنساء ، مثل الزواج والطلاق والحضانة والنفقة. تعمل جمعية عايشة لحماية المرأة والطفل على تمكين النساء والأطفال المستضعفين من ضحايا العنف.

### قوانين الزواج من المغتصب
طبق قطاع غزة المادتين 290 و 291 من قانون العقوبات المصري منذ ضمها في مصر عام 1959 وهما قانون زواج مغتصب يسمح للمغتصب المتهم بالتهرب من العقوبة بالزواج من ضحيته. أُلغيت هذه الأحكام في مصر نفسها عام 1999، لكنها ظلت سارية في قطاع غزة. 
بعد أن ضمها الأردن عام 1950، طبقت المادة 308 من قانون العقوبات الأردني لعام 1960، والتي تضمنت حكماً مماثلاً ، في الضفة الغربية.من غير الواضح عدد المرات التي تم فيها تطبيق القانون في الممارسة العملية. قالت إخلاص صوفان، مديرة مأوى لضحايا العنف في نابلس ، لـهيومن رايتس ووتش إنه "بين 2011 و2017 توقفت الملاحقة القضائية بتهمة الاغتصاب في 60 حالة -حيث كان الملجأ يساعد النساء- بعد أن وافق المغتصب المزعوم على الزواج من الضحية. طلَّقت 15 إمراة منهنَّ بتطليق رجالهنَّ. مارست حملة ناشطين ضغوطا على رئيس السلطة الفلسطينية محمود عباس الذي وقّع في نهاية المطاف على قانون العقوبات رقم 5 لسنة 2018 بتاريخ 14 آذار 2018، الذي ألغى المادة 308 من قانون العقوبات الأردني لعام 1960 المعمول به في الضفة الغربية. ومع ذلك ، ولأن قطاع غزة يخضع فعليًا لسيطرة حماس، فإن قانون الزواج من المغتصب المستمد من مصر لا يزال ساريًا هناك.